# St. Andreas (Untersaal)

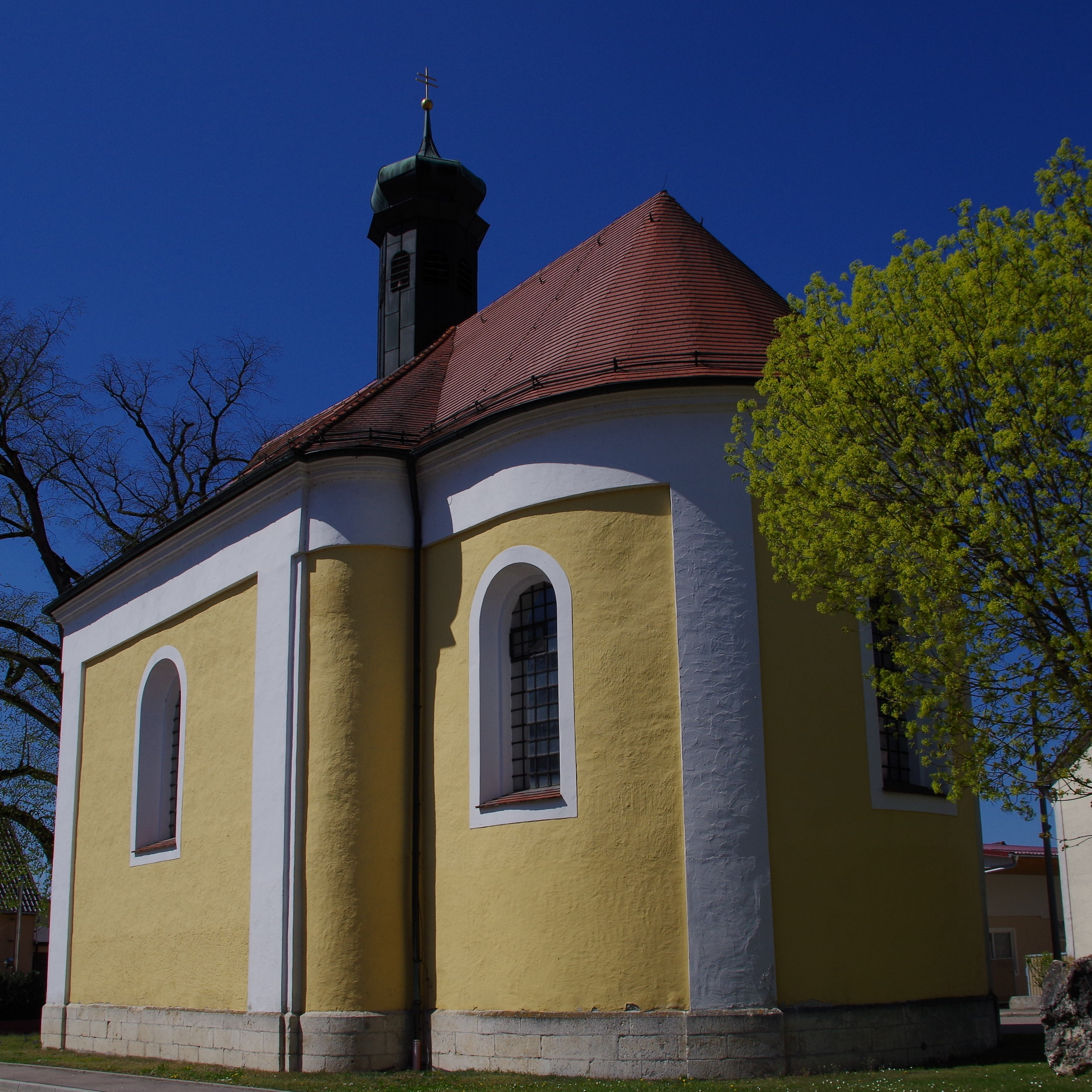
St. Andreas Untersaal

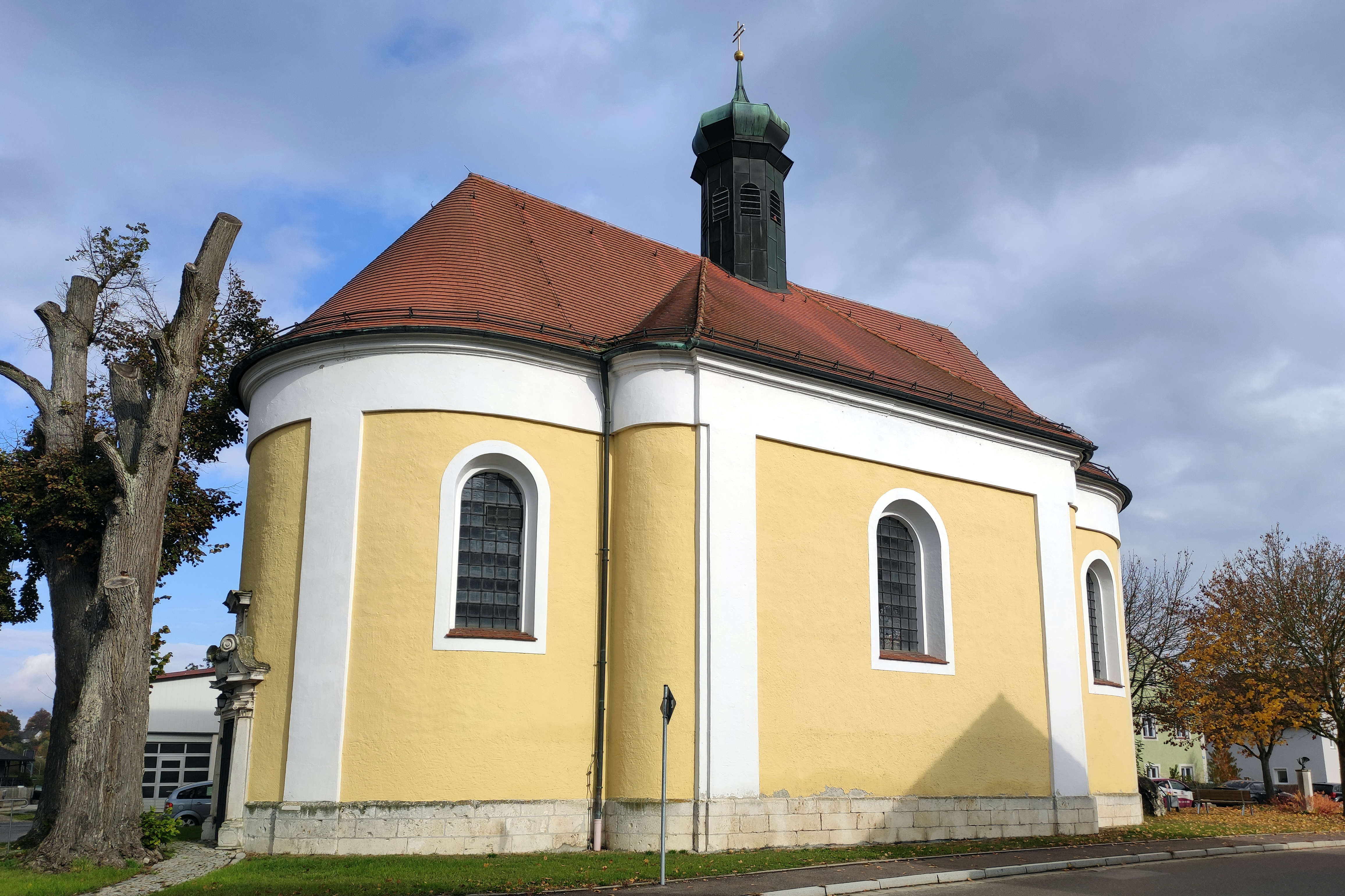
Außenansicht

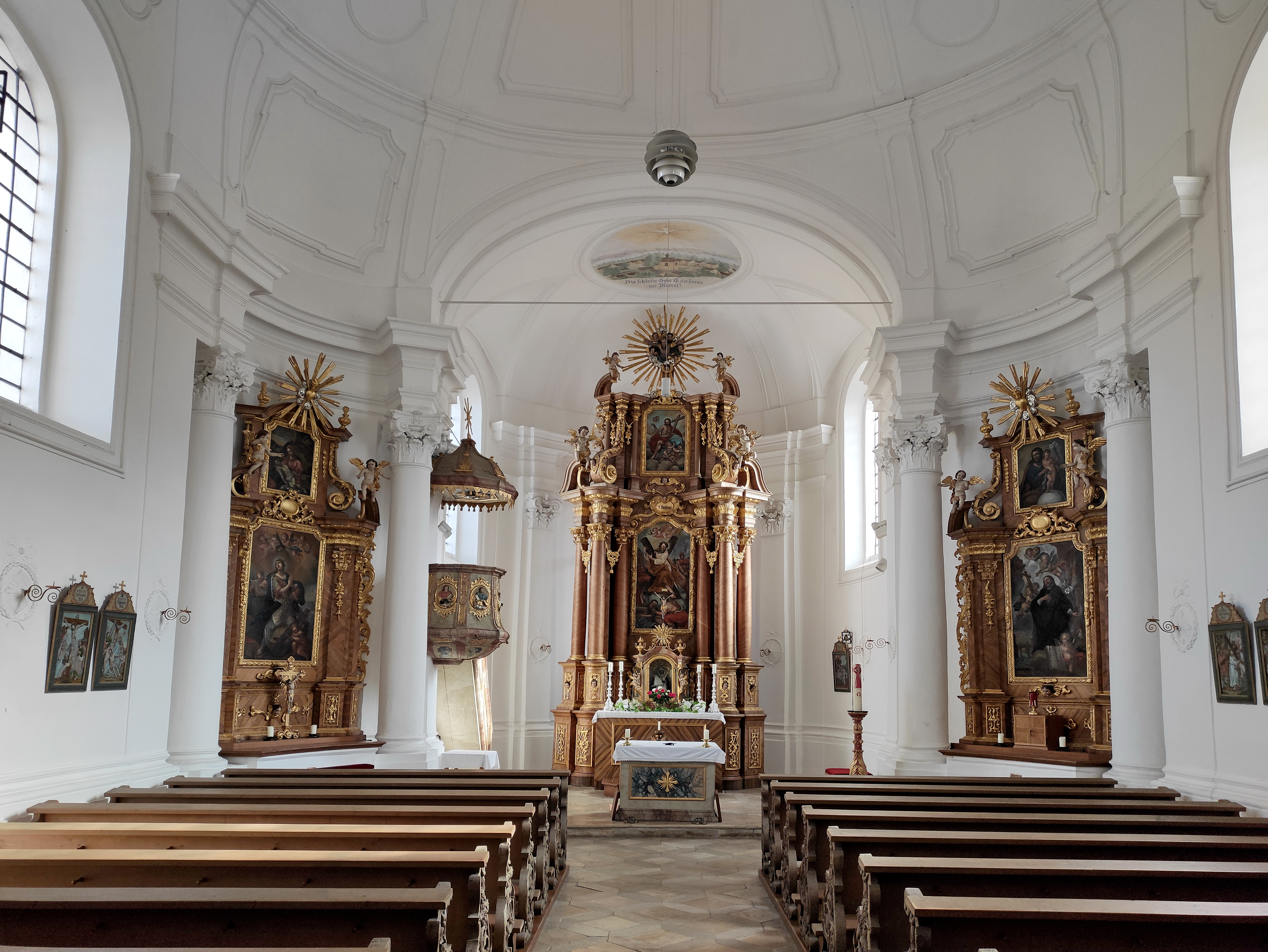
Innenansicht

Die römisch-katholische Filialkirche St. Andreas ist eine barocke Saalkirche in Untersaal, einem Gemeindeteil von Saal an der Donau im niederbayerischen Landkreis Kelheim. Sie gehört zur Pfarreiengemeinschaft Saal-Teuerting im Dekanat Kelheim des Bistums Regensburg.

## Geschichte und Architektur
Die Kirche wurde in den Jahren 1726 bis 1736 nach den Plänen von Michael Wolf aus Regensburg-Stadtamhof erbaut. Wolf hatte sich als Parlier beim Bau der Klosterkirche Weltenburg empfohlen. Daher ist in der Untersaaler Kirche der Einfluss dieser Raumschöpfung der Brüder Asam auf die lokalen Baumeister so stark wie in keinem anderen Bauwerk in der Umgebung ausgeprägt. Allerdings sind die Dimensionen entsprechend den Bedürfnissen einer Dorfkirche erheblich geringer. Im Gegensatz zum szenischen Hell-Dunkel-Kontrast des Vorbilds zeigt sich der Raum in Untersaal einheitlich hell und weiß. Die einfache Stuckierung dient hier vor allem der Betonung des zentralisierenden Raums. Die Altäre sind entsprechend der Tradition als eigenständige Altarretabel in Tischlerarbeit ausgeführt, jedoch den Raumproportionen angepasst.
Bereits im Äußeren wird die spiegelbildlich gleiche apsisartige Gestaltung des Ost- und des Westteils der Kirche deutlich. Die Dachabschlüsse sind jeweils halbkegelförmig ausgebildet und mit dem Hauptdach zusammengezogen. Über der Firstmitte sitzt ein kuppelbekrönter Dachreiter; die Mauern sind mit Spiegeln gefeldert.
Das Innere ist als ovalähnlicher Zentralbau mit einem quadratischen, an den Ecken stark ausgerundeten Hauptraum und zwei gegenüberliegenden Apsiden gebildet, deren eine den Eingangsraum bildet. Die Ecknischen sind von Vollsäulen mit Stuckkapitellen flankiert. Ähnlich wie beim Vorbild Weltenburg stehen die Säulen zum Teil eingerückt, die Kehlungen sind derb ausgeführt. Die Gewölbezone wird durch schlichten Rahmenstuck gegliedert. Ein hoher Attikastreifen und eine Wölbung werden nach dem Vorbild angedeutet, der Plafond ist leer.
Der Chor und der westliche Eingangsraum sind in gestelzt halbrunder Form dem Schiff angegliedert. Die Stichkappengewölbe sind wesentlich niedriger als das Hauptgewölbe und durch aufgelegte Stuckbänder als Nebenkuppeln gestaltet. Die Wandgliederung erfolgt durch flache Pilaster, das Gebälk ist wie im Hauptraum gestaltet.

## Ausstattung
Die Ausstattung stammt aus der Bauzeit um 1730/35. Der Hochaltar ist schlank proportioniert und in zwei Geschossen reich gegliedert mit Säulen und geschweiften Giebelteilen. Am Auszug sind vermittelnde Volutenstreben angeordnet, die Friese der Gebälkstücke sind geschwellt und ornamentiert. Der Grundaufbau ist hell furniert, das ornamentale Schnitzwerk vergoldet. Die Seitenaltäre sind an den ausgerundeten Wandfeldern des Schiffs angeordnet und auf den Hochaltar abgestimmt. Die Gemälde zeigen die heilige Katharina und den heiligen Johannes Nepomuk. Die Kanzel an der Nordwand des Chores ist marmoriert und trägt geschnitzte Relief-Brustbilder der Evangelisten.